# Charles Debbas
Charles Debbas (tiếng Ả Rập: شارل دباس) (16 tháng 4 năm 1884 - 22 tháng 8 năm 1935) là một chính trị gia Liban theo đạo Chính thống giáo Đông phương. Ông là tổng thống đầu tiên của Liban (trước khi độc lập) từ 1 tháng 9 năm 1926 đến 2 tháng 1 năm 1934 dưới thời ủy trị của Pháp (được gọi là Đại Liban). Ông cũng từng là chủ tịch của Nghị viện Liban từ 30 tháng 1 đến 31 tháng 10 năm 1934.

## Cuộc sống
Charles Debbas xuất thân từ gia đình Debb Beirut nổi tiếng bao gồm nhiều người nổi tiếng trong lịch sử Liban. Có thể kể đến Tổ phụ Athanasius II và III của Nhà thờ Chính thống Hy Lạp Antioch.